# Claudine Longet
Claudine Longet (* 29. ledna 1942 Paříž) je francouzská zpěvačka a herečka, žijící dlouhodobě ve Spojených státech amerických. V letech 1961–1975 byl jejím manželem zpěvák Andy Williams.
Počínaje rokem 1963 hrála v řadě televizních seriálů a také v několika filmech (mj. Večírek z roku 1968, v němž hrála po boku Petera Sellerse). V roce 1964 nazpívala se svým manželem duet „Let It Be Me“, vydaný na jeho albu The Wonderful World of Andy Williams. Sama debutovala v roce 1967 albem Claudine, vydaným společností A&M Records. Album se umístilo na jedenáctém místě hitparády časopisu Billboard a za prodej více než půl milionu kusů bylo oceněno zlatou deskou. V následujících letech vydala několik dalších alb a v polovině 70. let svou kariéru ukončila.
V roce 1976 zastřelila svého přítele, lyžaře Vladimira „Spidera“ Sabiche. Byla odsouzena ke 30 dnům ve vězení za usmrcení z nedbalosti. V roce 1985 se vdala za svého obhájce Ronalda Austina.